# Partido Nacional Social Checo
O Partido Nacional Social Checo (em checo: Česká strana národně sociální), mais conhecido pelo acrónimo ČSNS, é um partido político da Chéquia, fundado em 4 de abril de 1897, e que foi um dos principais partidos durante a Primeira República Checoslovaca. Atualmente, exerce uma influência marginal.
Surgiu em 1897, seguindo uma via reformista do socialismo, em detrimento de uma vertente mais marxista.
Apesar do nome semelhante, os "Nacional Socialistas" checos não estavam afiliados ao nazismo nem ao Partido Nazi Alemão. Embora o primeiro ČSNS tenha feito uso de alguma retórica antissemita, o partido abandonou completamente tais posições em 1902, tendo apoiado o sionismo e receção de refugiados judeus alemães na década de 1930. O partido liquidou-se após o Acordo de Munique de 1938, tendo sido perseguido tantos pelos nazis, como pelos comunistas, após o golpe de estado de 1948.
Após a Revolução de Veludo, passou a exercer uma influência marginal na política checa, com vários partidos a alegarem serem descendentes ideológicos do ČSNS.

## História

### Fundação e primeiros anos
Foi fundado em 1897 como Partido Nacional dos Trabalhadores (em checo: Strana národních dělníků) e, no ano seguinte, foi renomeado como Partido Nacional Social Checo. Um dos seus primeiros líderes foi Václav Klofáč, com o apoio também de Jiří Stříbrný e Emil Franke, com a sua plataforma baseada nas tradições sociais do Hussitismo e do Taboritismo, mas era também um programa de "coletivização através do desenvolvimento, superação da luta de classes pela disciplina nacional, renascimento moral e democracia como condições do socialismo, um poderoso exército popular, etc.". Seguia uma corrente do socialismo mais nacionalista, do que internacionalista, tendo, aos poucos, ganho o apoio da classe média e da intelligentsia.
O impulso para a fundação de um novo partido político foi a declaração antilei estatal dos deputados sociais-democratas checos no Reichstag Austro-Húngaro, de 30 de março de 1897, e cujos deputados do futuro partido votaram contra, tendo-se reunido na Antiga Câmara Municipal de Praga, a 4 de abril de 1897, para prepararem uma reunião pública na qual queriam proclamar os seus princípios e objectivos. Houve também uma rejeição veemente da posição dos sociais-democratas e, pelo contrário, da justificação das exigências da lei estatal checa. A reunião tornou-se assim efectivamente a reunião fundadora do Partido Nacional dos Trabalhadores.
Em 1901, começou a ser publicada a revista Mladé proudy, vocacionada para a juventude que, em poucos anos se inclinou fortemente para o antimilitarismo checo. Como resultado desta publicação, quatro líderes do movimento foram presos em outubro de 1907, seguindo-se a condenação de 44 pessoas. Durante o julgamento em curso, foram dissolvidas mais de duzentas e quarenta organizações sociais nacionais de juventude locais.
Nos anos imediatamente anteriores à Primeira Guerra Mundial, o partido foi perseguido pelo seu antimilitarismo antiaustríaco. Na primavera de 1918, fundiu-se com o Partido Realista do Povo Checo (renomeado Partido Progressista Checo) e a Federação dos Anarquistas Comunistas Checos (FČAK) no Partido Socialista Checo.

### Criação da Checoslováquia e Primeira República
Após a criação da Checoslováquia, ocorreram mudanças organizacionais no partido, que se manifestaram externamente pela adopção de um novo programa e pelo nome de Partido Socialista da Checoslováquia. No novo programa, o partido defendia a luta de classes e a socialização dos meios de produção, expropriando-os e transferindo-os para a administração dos sindicatos e das cooperativas. O congresso anarquista de fevereiro de 1919 confirmou a fusão com o Partido Socialista Checoslovaco, dentro de cuja estrutura organizativa os anarquistas comunistas que se pretendiam afirmar. A mudança de rumo no seio do Partido Socialista na primeira metade da década de 1920 provocou grandes divisões. Em 1920, a ala esquerda de antigos membros do Partido Progressista Checo de Tomáš Masaryk juntou-se ao partido. Formou-se uma oposição de antigos anarco-comunistas (liderada por Bohuslav Vrbenský), que foi expulsa do Partido Socialista da Checoslováquia em 1923 por votar contra a lei para a protecção da república. No mesmo ano, o grupo de Vrbenský fundiu-se com o Partido Socialista dos Trabalhadores Independentes e criou a chamada Unificação Socialista, renomeada em 1924 para Partido dos Trabalhadores Independentes. A independência deste pequeno partido político terminou em 1925 com a transição dos seus membros para o KSČ.
Em 1926, o congresso do partido não só adoptou um novo nome (Partido Nacional Socialista da Checoslováquia), como decidiu sobre a disputa entre o Václav Klofáč (corrente democrática) e Jiří Stříbrný (corrente nacionalista), em que o primeiro saiu vitorioso, e o segundo foi expulso, juntamente com os seus apoiantes, que viriam a cooperar com o movimento fascista e o partido Democracia Nacional Checoslovaca.
No período da Primeira República, foi um partido político importante e influente que teve assento na maioria dos governos. Entre os seus membros mais importantes nesta época encontravam-se Václav Klofáč (fundador do partido e Ministro da Defesa), Edvard Beneš (líder de facto do partido e Presidente da Checoslováquia entre 1935-1938 e 1945-1948), Karel Baxa (Presidente da Câmara de Praga), Františka Zemínová (uma das primeiras deputadas do país) ou Františka Plamínková. Para além disso, pertenceu ao grupo informal Hrad, que constituía a base de apoio político ao presidente Tomáš Masaryk e ao sucessor Edvard Beneš, fazendo parte dos governos nacionais entre 1918–1926 e 1929–1938, Essa presença no grupo, juntamente com a fusão com o Partido Nacional Trabalhista, em 1929, fizeram com que a base eleitoral do partido se expandisse, tanto geograficamente (tinha mais apoio na Boémia do que na Morávia), como sociologicamente, abarcando membros da pequena burguesia, da burocracia, do establishment e também da classe consciente dos trabalhadores.
Nos seus primeiros anos, o partido tinha alguma semelhança com a Associação Nacional-Social da Alemanha. Durante o início da década de 1920, o partido foi observador da Internacional Operária e Socialista, mas nunca se tornou membro devido a disputas sobre o internacionalismo. A sua principal filiação internacional durante as décadas de 1920 e 1930 foi a Entente Internacional de Partidos Democráticos Radicais e Similares, uma organização internacional de centro-esquerda para partidos democráticos progressistas não-marxistas cujo principal membro era o Partido Republicano, Radical e Radical-Socialista francès. Tinha também ligações próximas com partidos semelhantes, como os populistas russos de Alexander Kerensky e o Partido Socialista Popular da Jugoslávia. Durante a Segunda Guerra Mundial, a liderança exilada do partido cooperou também com o Partido Trabalhista Britânico.

### Perseguições e exílios
Após a ocupação alemã da Checoslováquia, em 1938, a maioria dos membros checos aderiu ao Partido Trabalhista Nacional de esquerda, que foi dissolvido pelos nazis um ano depois, enquanto uma minoria aderiu ao Partido da Unidade Nacional de direita liderado por Rudolf Beran, e alguns dos seus membros eslovacos juntaram-se se ao Partido Popular Eslovaco de Hlinka liderado por Jozef Tiso. No exílio e na resistência interna, o partido concentrou-se na luta contra os nazis.
Após a quedas dos nazis, em 1945, realizou-se em Praga, a 11 de maio, uma reunião de representantes nacionais e estrangeiros do partido, e a 17 de maio, realizou-se uma reunião de manifestação constituinte em Lucerna, em Praga, onde o partido foi declarado renovado e os seus antigos membros e apoiantes foram chamados para o construir. Petr Zenkl foi eleito o novo presidente.
Uma das primeiras tarefas da restauração do Partido Nacional Socialista foi o desenvolvimento de um novo programa. Os Nacional-Socialistas apresentavam-se como um partido socialista, mas o socialismo que representavam era em muitos aspectos diferente do socialismo parlamentar da Social-Democracia ou do socialismo radical dos Comunistas. Os seus documentos do programa do pós-guerra não explicavam o conceito de socialismo com grande precisão, embora falassem de uma forma específica de "socialismo checo", que compreendia um complexo de importantes reformas sociais e económicas e uma forte ênfase no patriotismo, que assumiu a forma do nacionalismo checo - naturalmente fortemente antialemão, e a criação de três assembleias regionais (Checa, Morávia-Silésia e Eslovaca) com competências legislativas exaustivamente definidas.
No regime de Democracia Regulada do pós-guerra de 1945-1948, foi o segundo maior partido do país, liderado por Petr Zenkl e Prokop Drtina. O livre desenvolvimento do partido foi interrompido pelo golpe comunista de fevereiro de 1948, quando apoiantes dos comunistas foram instalados na liderança do partido, e muitos dos seus membros perseguidos, presos e assassinados, como Milada Horáková.

### Pós-Revolução de Veludo
O partido desempenhou um papel mais significativo no início da Revolução de Veludo, quando proporcionou espaço para representantes de dissidentes nos seus meios de comunicação (o jornal Svobodné slovo) e no setor imobiliário (o edifício Melantrich na Praça de Venceslau, em Praga). Posteriormente, fundiu-se com os nacional-socialistas exilados, mas a sua influência na vida política caiu exponencialmente. Na primeira metade da década de 1990, fez parte da União Social Liberal, mas desde 1996 que não tem representação na Câmara dos Deputados.

## Resultados eleitorais

### Império Austro-Húngaro
| Data      | Líder         | CI.  | Votos  | %             | +/-  | Deputados | +/-  | Status   |
| --------- | ------------- | ---- | ------ | ------------- | ---- | --------- | ---- | -------- |
| 1900–1901 | Václav Klofáč | 16.º | 5 404  | 0,50 / 100,00 | Novo | 5 / 425   | Novo | Oposição |
| 1907      | Václav Klofáč | 21.º | 75 101 | 1,63 / 100,00 | 1,13 | 6 / 516   | 1    | Oposição |
| 1911      | Václav Klofáč | 15.º | 95 901 | 2,11 / 100,00 | 0,48 | 13 / 516  | 7    | Oposição |

#### Boémia
| Data | Líder         | CI.          | Votos        | %             | +/-          | Deputados | +/-  | Status   |
| ---- | ------------- | ------------ | ------------ | ------------- | ------------ | --------- | ---- | -------- |
| 1901 | Václav Klofáč | 14.º         | 3 239        | 1,31 / 100,00 | Novo         | 0 / 242   | Novo | Oposição |
| 1908 | Václav Klofáč | Em coligação | Em coligação | Em coligação  | Em coligação | 2 / 242   | 2    | Oposição |

### Checoslováquia

#### Primeira República
| Data | Líder         | Eleição | CI. | Votos   | %              | +/-  | Deputados | +/-  | Status   |
| ---- | ------------- | ------- | --- | ------- | -------------- | ---- | --------- | ---- | -------- |
| 1920 | Václav Klofáč | Câmara  | 5.º | 500 821 | 8,08 / 100,00  | Novo | 24 / 281  | Novo | Governo  |
| 1920 | Václav Klofáč | Senado  | 5.º | 373 913 | 7,15 / 100,00  | Novo | 10 / 142  | Novo | Governo  |
| 1925 | Václav Klofáč | Câmara  | 5.º | 609 153 | 8,57 / 100,00  | 0,49 | 28 / 300  | 4    | Oposição |
| 1925 | Václav Klofáč | Senado  | 5.º | 516 250 | 8,47 / 100,00  | 1,32 | 14 / 150  | 4    | Oposição |
| 1929 | Václav Klofáč | Câmara  | 3.º | 767 328 | 10,39 / 100,00 | 1,82 | 32 / 300  | 4    | Governo  |
| 1929 | Václav Klofáč | Senado  | 3.º | 666 607 | 10,33 / 100,00 | 1,86 | 16 / 150  | 2    | Governo  |
| 1935 | Václav Klofáč | Câmara  | 5.º | 755 872 | 9,18 / 100,00  | 1,21 | 28 / 300  | 4    | Governo  |
| 1935 | Václav Klofáč | Senado  | 5.º | 672 126 | 9,24 / 100,00  | 1,09 | 14 / 150  | 2    | Governo  |

#### Terceira República
| Data | Líder      | CI. | Votos     | %              | +/-  | Deputados | +/- | Status  |
| ---- | ---------- | --- | --------- | -------------- | ---- | --------- | --- | ------- |
| 1946 | Petr Zenkl | 2.º | 1 298 980 | 18,37 / 100,00 | 9,19 | 55 / 300  | 27  | Governo |

#### República Socialista da Checoslováquia
| Data | Líder           | CI.             | Votos           | %               | +/-             | Deputados | +/-     | Status  |
| ---- | --------------- | --------------- | --------------- | --------------- | --------------- | --------- | ------- | ------- |
| 1948 | Frente Nacional | Frente Nacional | Frente Nacional | Frente Nacional | Frente Nacional | 23 / 300  | 22      | Governo |
| 1954 | Frente Nacional | Frente Nacional | Frente Nacional | Frente Nacional | Frente Nacional | 20 / 368  | 3       | Governo |
| 1960 | Frente Nacional | Frente Nacional | Frente Nacional | Frente Nacional | Frente Nacional | 19 / 300  | 1       | Governo |
| 1964 | Frente Nacional | Frente Nacional | Frente Nacional | Frente Nacional | Frente Nacional | 24 / 300  | 5       | Governo |
| 1971 | Frente Nacional | Frente Nacional | Frente Nacional | Frente Nacional | Frente Nacional | 20 / 200  | 4       | Governo |
| 1976 | Frente Nacional | Frente Nacional | Frente Nacional | Frente Nacional | Frente Nacional | 17 / 200  | 3       | Governo |
| 1981 | Frente Nacional | Frente Nacional | Frente Nacional | Frente Nacional | Frente Nacional | 18 / 200  | 1       | Governo |
| 1986 | Frente Nacional | Frente Nacional | Frente Nacional | Frente Nacional | Frente Nacional | 18 / 200  | Estável | Governo |

#### República Federal Checa e Eslovaca
| Data | Líder           | CI.                  | Votos                | %                    | +/-                  | Deputados | +/- | Status            |
| ---- | --------------- | -------------------- | -------------------- | -------------------- | -------------------- | --------- | --- | ----------------- |
| 1990 | Jiří Vyvadil    | União Social-Liberal | União Social-Liberal | União Social-Liberal | União Social-Liberal | 0 / 150   | 18  | Extra-parlamentar |
| 1992 | František Trnka | União Social-Liberal | União Social-Liberal | União Social-Liberal | União Social-Liberal | 1 / 150   | 1   | Oposição          |